# 1. divisjon 2011 (football americano)
La 1. divisjon 2011 è la 26ª edizione del campionato di football americano di primo livello, organizzato dalla NAIF.

## Squadre partecipanti
| Club                 | Città     | Stadio | Sponsor ufficiale | Risultato nella stagione 2010 |
| -------------------- | --------- | ------ | ----------------- | ----------------------------- |
| Eidsvoll 1814's      | Eidsvoll  |        |                   |                               |
| Hordaland Storm      | Bergen    |        |                   |                               |
| NTNUI Nidaros Domers | Trondheim |        |                   |                               |
| Oslo Vikings         | Oslo      |        |                   |                               |
| Vålerenga Trolls     | Oslo      |        |                   |                               |

## Stagione regolare

### Calendario

#### 1ª giornata
| 16 aprile 2011 | Hordaland Storm | 7 – 33 | Oslo Vikings |  |

| 16 aprile 2011 | Vålerenga Trolls | 22 – 0 | Eidsvoll 1814's |  |

#### 2ª giornata
| 30 aprile 2011 | Hordaland Storm | 18 – 3 | NTNUI Nidaros Domers |  |

| 30 aprile 2011 | Oslo Vikings | 42 – 6 | Vålerenga Trolls |  |

#### 3ª giornata
| 7 maggio 2011 | Hordaland Storm | 14 – 12 | Eidsvoll 1814's |  |

| 7 maggio 2011 | Oslo Vikings | 53 – 0 | NTNUI Nidaros Domers |  |

#### 4ª giornata
| 14 maggio 2011 | Vålerenga Trolls | 20 – 0 | Hordaland Storm |  |

| 14 maggio 2011 | Eidsvoll 1814's | 40 – 13 | NTNUI Nidaros Domers |  |

#### 5ª giornata
| 21 maggio 2011 | NTNUI Nidaros Domers | 0 – 41 | Vålerenga Trolls |  |

| 21 maggio 2011 | Eidsvoll 1814's | 32 – 45 | Oslo Vikings |  |

#### 6ª giornata
| 28 maggio 2011 | Oslo Vikings | 54 – 20 | Hordaland Storm |  |

| 28 maggio 2011 | Eidsvoll 1814's | 8 – 12 | Vålerenga Trolls |  |

#### 7ª giornata
| 4 giugno 2011 | NTNUI Nidaros Domers | 0 – 14 | Hordaland Storm |  |

| 5 giugno 2011 | Vålerenga Trolls | 28 – 21 | Oslo Vikings |  |

#### 8ª giornata
| 11 giugno 2011 | Vålerenga Trolls | 54 – 26 | NTNUI Nidaros Domers |  |

| 11 giugno 2011 | Oslo Vikings | 35 – 20 | Eidsvoll 1814's |  |

#### 9ª giornata
| 18 giugno 2011 | NTNUI Nidaros Domers | 0 – 77 | Oslo Vikings |  |

| 18 giugno 2011 | Eidsvoll 1814's | 22 – 0 | Hordaland Storm |  |

#### 10ª giornata
| 25 giugno 2011 | NTNUI Nidaros Domers | 0 – 46 | Eidsvoll 1814's |  |

| 25 giugno 2011 | Hordaland Storm | 21 – 31 | Vålerenga Trolls |  |

### Classifica
La classifica della regular season è la seguente:
- PCT = percentuale di vittorie, G = partite giocate, V = partite vinte,  P = partite perse, PF = punti fatti, PS = punti subiti

| Pos. | Squadra              | PCT  | G | V | N | P | PF  | PS  |
| ---- | -------------------- | ---- | - | - | - | - | --- | --- |
| 1    | Oslo Vikings         | .875 | 8 | 7 | 0 | 1 | 360 | 113 |
| 2    | Vålerenga Trolls     | .875 | 8 | 7 | 0 | 1 | 214 | 118 |
| 3    | Eidsvoll 1814's      | .500 | 8 | 4 | 0 | 4 | 202 | 127 |
| 4    | Hordaland Storm      | .250 | 8 | 2 | 0 | 6 | 80  | 197 |
| 5    | NTNUI Nidaros Domers | .000 | 8 | 0 | 0 | 8 | 42  | 343 |

## Playoff

### Tabellone
|  | Semifinali | Semifinali       | Semifinali |                 |    | XXVI NM-Finale | XXVI NM-Finale | XXVI NM-Finale |  |
|  |            |                  |            |                 |    |                |                |                |  |
|  | 1          | Oslo Vikings     | 52         |                 |    |                |                |                |  |
|  | 1          | Oslo Vikings     | 52         |                 |    |                |                |                |  |
|  | 4          | Hordaland Storm  | 6          |                 |    |                |                |                |  |
|  | 4          | Hordaland Storm  | 6          |                 | 1  | Oslo Vikings   | 48             |                |  |
|  |            |                  |            |                 | 1  | Oslo Vikings   | 48             |                |  |
|  |            |                  | 2          | Eidsvoll 1814's | 20 |                |                |                |  |
|  | 3          | Eidsvoll 1814's  | 2          | Eidsvoll 1814's | 20 | 40             |                |                |  |
|  | 3          | Eidsvoll 1814's  |            |                 |    |                |                |                |  |
|  | 2          | Vålerenga Trolls | 21         |                 |    |                |                |                |  |

### Semifinali
| 2 luglio 2011 | Vålerenga Trolls | 21 – 40 | Eidsvoll 1814's |  |

| 2 luglio 2011 | Oslo Vikings | 52 – 6 | Hordaland Storm |  |

### XXVI NM Finale
| Oslo 9 luglio 2011 | Oslo Vikings | 48 – 20 | Eidsvoll 1814's | Jordal Idrettspark |

## Verdetti
- Oslo Vikings Campioni della Norvegia 2011